# 이탈리아 왕국 대의회
이탈리아 왕국 대의회(이탈리아어: Camera dei deputati del Regno d'Italia; 대리인들의 방, 대표자들의 의회, 대의원들의 의회)는 사르데냐 왕국 대의회(하원)에서 파생되었지만, 제2차 이탈리아 독립 전쟁과 천인 원정 중에 점령한 영토의 대의원들로 보충된 이탈리아 왕국의 주요 입법 기관이었다. 이탈리아 왕국 원로원과 함께 1861년부터 1939년까지 이탈리아 왕국 의회를 구성했다.

## 같이 보기
- 알프스산아래 의회
- 알프스산아래 원로원
- 대의회 (사르데냐 왕국)
- 이탈리아 대의회
- 이탈리아 공화국 의회
- 이탈리아 의회